# Condado de Eau Claire
O Condado de Eau Claire é um dos 72 condados do Estado americano do Wisconsin. A sede do condado é Eau Claire sua maior cidade é Eau Claire. O condado possui uma área de 1 671 km² (dos quais 20 km² estão cobertos por água), uma população de 93 142 habitantes, e uma densidade populacional de 56 hab/km² (segundo o censo nacional de 2000). O condado foi fundado em 1856.